# Baron (acteur)
Pour les articles homonymes, voir Baron, Louis Bouchené et Bouchené.
Ne doit pas être confondu avec Michel Baron.
Louis Bouchené, dit Baron, est un comédien français né le 20 septembre 1837 à Alençon et mort le 1er mars 1920 à Asnières-sur-Seine,.

## Biographie
Après quelques apparitions salle de la Tour d'Auvergne et en province, il débute en juillet 1866 au théâtre des Variétés dans Le Photographe, comédie de Meilhac et Halévy.
Il y créera un grand nombre de pièces de Labiche (Les Trente Millions de Gladiator, etc.) et de Meilhac et  Halévy (La Cigale, La Petite Marquise, Toto chez Tata), ainsi que des opérettes d'Offenbach (La Grande-duchesse de Gérolstein, Les Brigands, La boulangère a des écus, etc.) et d'Hervé (Mam'zelle Nitouche, Lili, La Femme à papa, Le Trône d'Écosse, etc.).
Il assure un temps la codirection du théâtre avec Eugène Bertrand en 1886 puis passe à la Gaîté où il crée la féerie Le Petit Poucet.
Il eut un fils, Louis, également comédien sous le pseudonyme de Baron fils (1870-1939).

## Carrière
- 1876 : Le roi dort d'Eugène Labiche et Alfred Delacour, Théâtre des Variétés
- 1903 : Le Beau Jeune Homme, comédie en cinq actes, d'Alfred Capus, Théâtre des Variétés

## Sources
- Gustave Vapereau, Dictionnaire universel des contemporains, t. 1, Paris, Hachette, 1893, 6e éd., 1629 p. (lire en ligne), p. 94.
- Marie-Hélène Trouvelot et M.-A. Pirez, Les Baron ou Barron, Paris, Archives et Culture, 1994, 2e éd., 224 p. (ISBN 978-2-909530-67-3), p. 127-128.